# Club des Impartiaux
Der Club des Impartiaux (frz. für Sachliche, unbefangene Gesellschaft) bildete sich 1789. Gegründet wurde er von Monarchisten, die für ein Parlamentarisches Königtum eintraten. Anfangs traf man sich im Kloster der Augustiner, später in der Rue de la Michodière Nr. 8. Losung des Klubs war Gerechtigkeit, Wahrheit, Vertrauen.
Unter seinem Präsidenten Pierre-Victor Malouet betrieb der Klub eine feindliche Politik gegen die Jakobiner.
Dieser, damals unter Mirabeau noch nicht der radikalrevolutionäre Klub späterer Jahre, nutzte seinen Einfluss bei der Munizipalität, um eine polizeiliche Schließung zu erwirken. Es hatte in der Vergangenheit zviel Aufruhr im Zusammenhang mit Treffen des Klubs gegeben.
Mit dem Ende der Konstituante und der Bildung der Gesetzgebenden Nationalversammlung im Herbst 1791 verschwand der Klub dann gänzlich. Trotzdem blieb der Begriff Impartiaux für die Vertreter dieser politischen Richtung auch in dieser bestehen.
Parallel zur aktiven Gesellschaft wurde auch eine Zeitung mit dem Titel Journal des Impartiaux herausgebracht. Chefredakteur war der Abbé Salles de la Salle.

## Bekannte Mitglieder
- François Dominique de Reynaud de Montlosier
- François-Henri de Virieu (1754–1793)